# Yuan Muzhi
En este nombre chino, el apellido es Yuan.
Yuan Muzhi (en chino, 袁牧之; Ningbo, 3 de marzo de 1909-Pekín, 30 de enero de 1978) fue un actor y director de cine chino. Miembro del Partido Comunista Chino, fue un actor muy popular y director de películas clásicas, entre ellas Malu tianshi (El ángel de la calle), considerada una obra maestra del cine chino. Luego de la derrota japonesa en 1945, fue fundador y director de los Estudios de Cine del Noreste (renombrados como Estudios de Cine de Changchun). Luego de la Revolución china fue el primer director de la Oficina de Cine del Ministerio de Cultura. Fue elegido representante ante la Asamblea Popular Nacional de China.

## Carrera
Como actor, Yuan se hizo extremadamente popular y adoptó el sobrenombre de «hombre de las mil caras». En la década de 1930, durante la invasión japonesa a China, fue contratado por la Compañía de Cine Diantong, en Shanghái, promovida por el Partido Comunista, en el marco del Movimiento Cinematográfico de Izquierda, que desde una postura de cine comprometido con la resistencia contra la ocupación extranjera, renovó el cine chino durante la llamada «primera época dorada».
Se convirtió en una actor muy popular, actuando en los papeles protagónicos de películas como Táolǐ jié (桃李劫, Duraznos y ciruelas robadas, 1935) (que Yuan también escribió) y el éxito de taquilla Fēngyún Érnǚ (Hijos de la tormenta, 1935), donde Yuan canta «Yiyongjun Jinxingqu» (义勇军进行曲, Marcha de los voluntarios), tema musical de la película que más tarde se convirtió en el himno nacional de la República Popular China.
Yuan dirigió dos películas. La primera fue la innovadora comedia musical Dushi fengguang (Escenas de la vida en la ciudad, 1935) una de las primeras películas no mudas realizadas en China. La película es una combinación de humor, romance y crítica social dura, con un estilo documental, que muestra la economía en crisis en la Shanghái de la Gran Depresión. La película trata de un escritor que intenta seducir a una joven gastando su escaso dinero en regalos que lo ponen al borde del desalojo, mientras la joven, cuya familia también está en la pobreza, también es seducida por un comerciante.  
La segunda película de Yuan fue Malu tianshi (El ángel de la calle, 1937), protagonizada por la por entonces desconocida actriz Zhou Xuan, considerada una obra maestra del cine chino y punto culminante de la «primera edad de oro». Por su parte, Xuan se convertiría en una de las divas más adoradas de China. La película mezcla de forma innovadora comedia y tragedia, contando la historia de un grupo de jóvenes amigos cuya falta de medios económicos y estatus social frustraba sus sueños de felicidad, incluida una cantante, su hermana prostituta y su amante soldado, que se encuentra gozando de una breve licencia entre la guerra contra los japoneses. Yuan incluyó en el filme dos canciones compuestas por He Luting, 四季歌 (La canción de las estaciones) y 天涯 歌女 (Tianya Genü, La cantante al borde del cielo), que se convirtieron en clásicos de la canción china.
Después de la derrota de Japón en 1945 y la fundación de la República Popular China en 1949, Yuan siguió siendo una figura importante en la industria cinematográfica, ayudando a fundar los Estudios de Cine del Noreste (renombrados como Estudios Cinematográficos de Changchun), que finalmente se convirtió en las primeras compañías de producción controladas por el Estado en la República Popular China. Yuan fue delegado del primer Congreso Nacional del Pueblo y de la tercera Conferencia Consultiva Política del Pueblo Chino.
Durante la Revolución Cultural Yuan fue enviado a un centro de reeducación. En 1978 enfermó pero las autoridades del centro se demoraron en enviar asistencia médica, causando así su muerte.

## Filmografía

### Actor
| Año  | Título en español               | Título en chino | Papel     |
| ---- | ------------------------------- | --------------- | --------- |
| 1934 | Duraznos y ciruelas robadas     | 桃李劫          | Tao       |
| 1935 | Hijos e hijas de la tormenta    | 風雲兒女        | Xin Baihe |
| 1935 | Escenas de la vida en la ciudad | 都市風光        |           |
| 1936 | La vida y la muerte van juntas  | 生死同心        |           |
| 1938 | Los ochocientos héroes          | 八百壯士        |           |

### Director
| Año  | Título en español               | Título en chino | Notas |
| ---- | ------------------------------- | --------------- | ----- |
| 1935 | Escenas de la vida en la ciudad | 都市風光        |       |
| 1937 | El ángel de la calle            | 馬路天使        |       |